# Лебедевский сельский совет (Харьковская область)
Лебедевский сельский совет — входит в состав Сахновщинского района Харьковской области Украины.
Административный центр сельского совета находится в селе Лебедевка.

## История
- 1924 — дата образования.

## Населённые пункты совета
- село Лебедевка
- село Красноярка
- село Нагорное
- село Нововладимировка